# 胡越
胡越（1920年—1980年6月25日），原名胡若谷，筆名司馬長風、高節、胡欣平、胡靈雨等，遼寧瀋陽人。

## 生平
1946年夏畢業於國立西北大學。1949年4月從北平至廣州，6月至臺北，與殷海光、許冠三、勞思光等人舉行與術座談會，每兩週一次，提倡自由民主，同年12月至香港，助丁文淵(同濟大學前校長)籌辦《前途》半月刊，參加第三勢力活動(反蔣反共)。1951年奉顧孟餘派遣至塞班任海外聯絡員。蔡文治與顧孟餘、張發奎分裂後，胡在蔡文治壓力下脫離自由民主戰鬥同盟，宣示參加自由中國運動。嗣蒙塞班訓練學校校長王之賞識，出任政治教官，給學員講授〈馬克思主義批判〉，遂為王之撰寫《我們的基本信念》一書，進一步成為王之的文膽。1953年向王之出謀獻策，向美方建議摘除自由中國運動的招牌，由王之取代蔡文治領導這個500人的華人團體。1954年遣散返港，與陳濯生等人合辦友聯出版社，出版《祖國》週刊、《中國學生》週報等。1956年任《聯合評論》週刊編輯。1970年後歷任樹仁學院、友聯出版社社長等。1980年5月旅美時在紐約機場中風，6月25日因積勞過度胃出血逝世。

## 著作
文化、歷史、政論：《中國新文學史》、《歷史唯物論批判》、《馬克斯經濟學說批判》、《中國現代史綱》、《毛澤東評傳》、《周恩來評傳》、《現代人物叢談》、《司馬長風散文選》等。《中國新文學史》是其力作。
小說：《驪歌》、《海茫茫》。